# Altyndepe
Altyndepe (Turkmeens voor "Gouden Heuvel") is een stad uit de bronstijd in de provincie Ahal in het zuiden van het huidige Turkmenistan. Het was een van de eerste stedelijke nederzettingen in dit gebied. Opgravingen hebben aangetoond dat de nederzetting van het 5e millennium v.Chr. tot de 18e eeuw v.Chr. werd bewoond. De cultuur uit de vroege bronstijd die hier bloeide, kan worden gezien als een voorloper van de Oxuscultuur uit de bronstijd. Altyndepe was een van de grotere stedelijke centra in deze regio en besloeg ongeveer 25 ha.

## Locatie
Het gebied rondom de voormalige nederzetting wordt nu gekenmerkt door de onherbergzame Karakum-woestijn. De M37, een van de belangrijkste snelwegen van Turkmenistan, loopt ten noorden van Altyndepe. Altyndepe is op deze manier te bereiken vanuit de oasestad Tejen. Het Meane Baba-mausoleum ligt ook vlakbij. 

## Opgravingen
In de jaren 70 en 80 van de 20e eeuw werden in de regio intensieve opgravingen uitgevoerd, grotendeels onder leiding van de Sovjet Academie van Wetenschappen. Verschillende bewoningslagen werden blootgelegd, welke een heuvel van 22 m hoog vormden. De onderste laag lag op een diepte van 8 m. Er zijn in totaal 13 locaties binnen het stadsgebied opgegraven. Het grootste opgravingsgebied (nr. 9) ligt in het oosten van de stad. Hier werd een stedelijk gebied blootgelegd waar ogenschijnlijk rijke inwoners woonden. Bij de kleinere opgravingen nrs. 10 en 13 zijn woongebieden met vrij eenvoudige woningen aangetroffen. Opgravingsplaats nr. 5 leverde een tempel op. Op nr. 11, ten zuiden van de heuvel, bevond zich een stadspoort. Hier kon tijdens een diepe opgraving de oorspronkelijke bodem worden bereikt. In totaal werden 28 lagen onderscheiden.

### Opgravingsgebieden
- Opgraving 1: Opgraving aan de rand van de stad, er zijn 39 lagen gevonden, hier is voornamelijk aardewerk gevonden.
- Opgraving 3: Woningen, in het noordoosten waren 22 lagen te onderscheiden.
- Opgraving 5: groter stedelijk gebied met woningen
- Opgraving 7: Tempelcomplex in het oosten
- Opgraving 8: Woningen in het noordoosten
- Opgraving 9: Woningen in het zuiden, in het centrum
- Opgraving 10: groter stedelijk gebied met woningen, in het noordoosten
- Opgraving 11: Stadspoort, de uitgraving bereikte gedeeltelijk de natuurlijke grond. Er konden 28 lagen worden onderscheiden.
- Opgraving 12: Woningen
- Opgraving 13: Woningen, in het centrum

## Geschiedenis
De oudste sporen waren afkomstig van een nederzetting van 6 ha uit het 5e millennium v.Chr. Uit deze periode is al aardewerk bewaard gebleven, wat duidt op een voor die tijd hoogontwikkelde pottenbakkerskunst. De oudste lagen van de stad bevonden zich voornamelijk aan de rand van de heuvel, in het oosten en westen. Later besloeg de stad de gehele noordelijke helft, terwijl uiteindelijk de hele heuvel dicht bebouwd was.
De opgegraven sporen van bewoning uit het 4e millennium v.Chr. duiden op een verdubbeling van het nederzettingsgebied tot 12 ha. Er werden aardewerk en verschillende beeldjes gevonden, voornamelijk van vrouwenlichamen.
Aan het begin van het 3e millennium v.Chr. vormde Altyndepe al een stedelijk centrum met een oppervlakte van 25 ha. Een tot 2 m dikke stadsmuur omringde het centrum van de nederzetting. Uit deze periode werden ook ruïnes van een heiligdom en verschillende graven blootgelegd. 
De exacte chronologische indeling van de afzonderlijke lagen is moeilijk. Het aardewerk is echter nauw verwant aan dat van Namazga depe. De keramische ontwikkeling op laatstgenoemde locatie dient als chronologische leidraad voor de hele regio en ook voor Altyndepe. Het aardewerk in de onderste lagen komt overeen met dat van Namazga depe I. Lagen 11 t/m 15 zijn waarschijnlijk uit rond dezelfde tijd als Namazga depe II, maar ook vergelijkbaar met Göksüýri-Tepe 1 in de Göksüýri-oase. Ljoebov Kirtsjo beschouwde de lagen 14 tot en met 9 als een culturele fase, die zij toewees aan de midden-kopertijd. Namazga depe I en II bestreken waarschijnlijk de periode van 5.500 tot 3.500 v.Chr.
Kirtsjo verwees naar de lagen 8 tot en met 6 als vroege bronstijd. Namazga depe III tot IV en de nederzettingen in de Göksüýri-oase dateren waarschijnlijk van rond 3500 tot 2700 v.Chr. en komen overeen met lagen 10 tot 4 (volgens Masson). Kirtsjo beschreef de lagen 5 tot en met 4 ook als de vroege bronstijd, maar zag dit als een nieuwe culturele fase. Namazga depe IV tot V werd gedateerd rond 2700 tot 2200 v.Chr., Namazga depe V rond 2200 tot 1900 v.Chr., wat overeenkomt met de bovenste lagen in Altyndepe (1-3). Dit komt overeen met de midden-bronstijd in de classificatie van Kirtsjo. Wat hierbij opvalt is dat het aardewerk niet meer beschilderd was. Uit deze fase stamde de tempel in het oosten van de stad. 

### Bloeitijd
Altyndepe beleefde zijn hoogtijdagen aan het begin van de 3e tot de 2e millennium v.Chr., toen de stad het belangrijkste centrum van vroege beschaving in Centraal-Azië was. Uit de opgravingen bleek een duidelijke indeling in verschillende wijken, waaronder een ambachtswijk met smalle straatjes, grotere woningblokken en talloze ovens. De rijke burgers woonden in de zogenaamde elitewijk, waar brede straten en huizen met een oppervlakte van maximaal 100 m² bloot kwamen te liggen. Er werden ook verschillende terracotta beelden, kunstaardewerk en dolken gemaakt van brons en koper gevonden. Een groot deel van de bevolking werkte op de velden rondom de nederzetting, die door irrigatiekanalen bruikbaar werden gemaakt. Mogelijk had de stad destijds enkele duizenden inwoners.

### Tempel

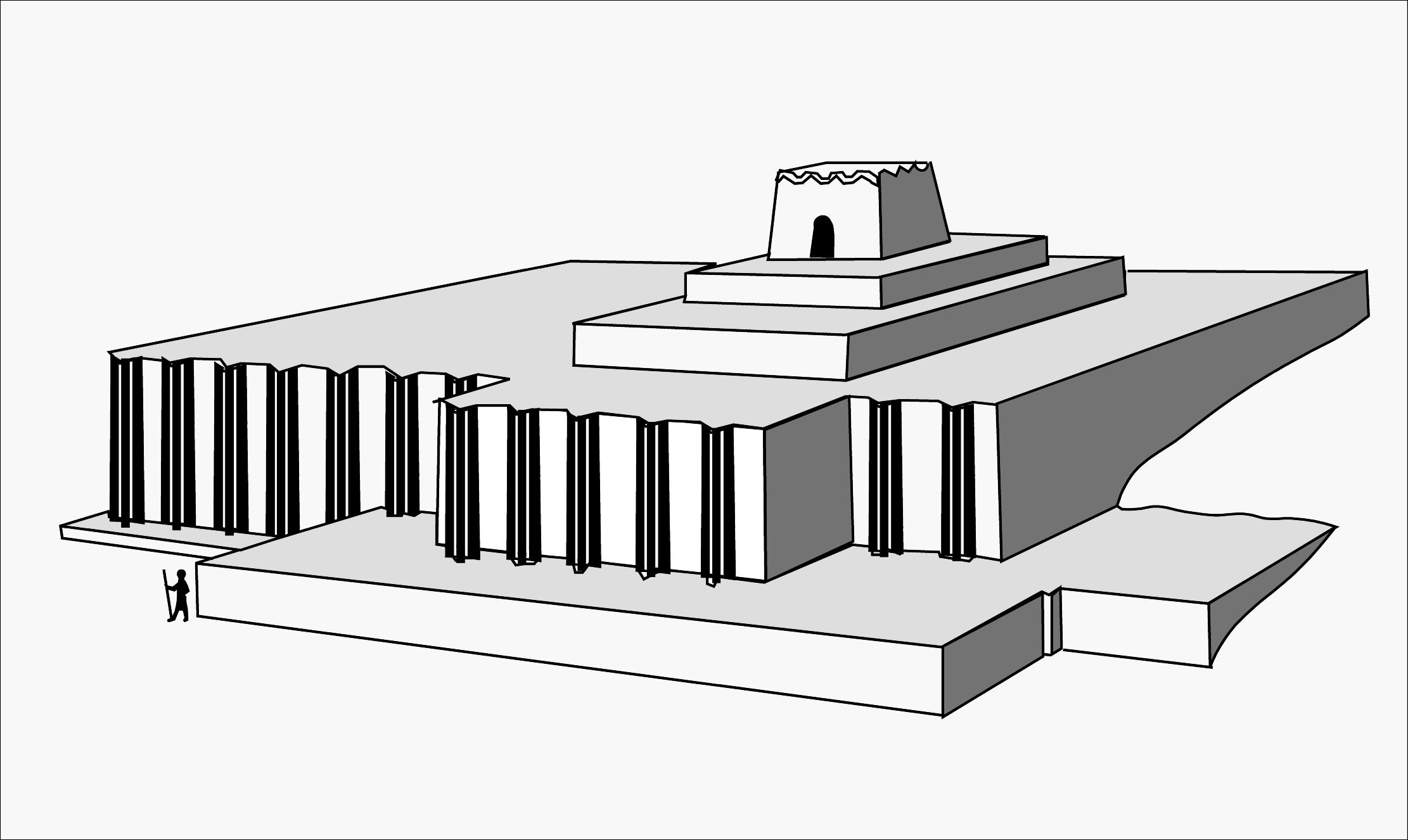
reconstructie van de tempel

Het meest opvallende gebouw in de voormalige nederzetting was een ziggurat met een hoogte van 12 m en een zijlengte van 26 m. Het complex was waarschijnlijk gewijd aan de maangod, die werd gesymboliseerd door een stierenkop. Qua stijl en gebruik duidt dit gebouw op een nauwe culturele en religieuze uitwisseling met de culturen van Mesopotamië. Het gebouw ligt in het uiterste westen van de stad tegen een helling. Hierdoor was het mogelijk materiaal te besparen tijdens de bouw. De voorkant was monumentaal en enkele meters hoog, de achterkant lag ter hoogte van de helling. Er konden verschillende bouwfasen worden onderscheiden. Ten zuiden van de tempel stond een groot gebouw bestaande uit zes kamers, waaronder een lange gang aan de noordkant. In het zuiden waren er vijf kamers op rij, allemaal met elkaar verbonden door deuropeningen. In deze kamers werden talloze skeletten en grafgiften gevonden. Het gebouw lijkt altijd toegankelijk te zijn geweest om rituelen uit te voeren. In de loop van de tijd kwamen er nieuwe begrafenissen bij. Oudere begrafenissen en beenderen werden terzijde geschoven. Alleen de laatste begrafenis was ongestoord en de botten bevonden zich in de anatomisch correcte volgorde. Eén kamer had een altaar (kamer nr. 7). Er werden nog tal van voorwerpen gevonden die grafgiften waren, maar ook voorwerpen die werden gebruikt bij begrafenisplechtigheden. In kamer 9 werden de overblijfselen van minstens 11 skeletten gevonden. De kamer had 7 nissen. Het lijkt erop dat elke kamer een specifieke rituele functie had. Om deze rituelen uit te voeren werden de skeletten van de ene kamer naar de andere verplaatst, waardoor beenderen van hetzelfde skelet in verschillende kamers werden gevonden. 

### Woningen

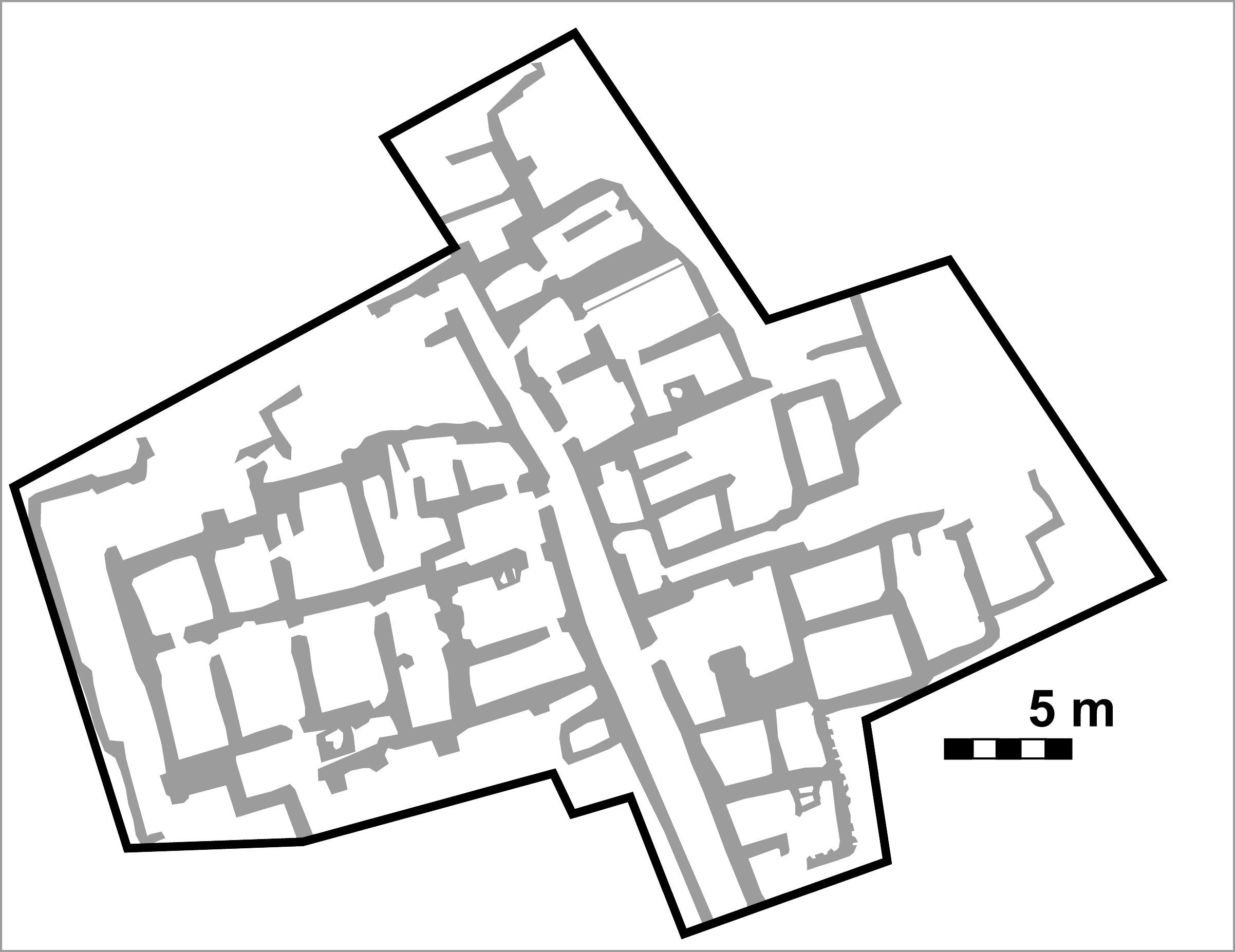
woongebouwen uit opgraving nr. 5

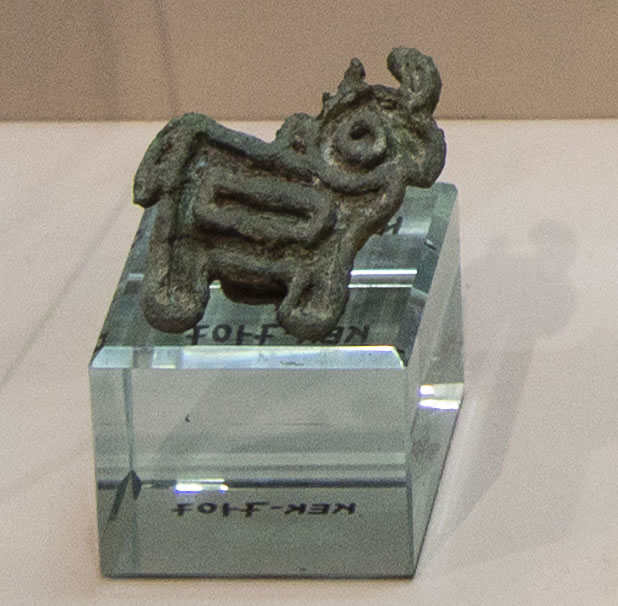
bronzen zegel uit Altyndepe

In het centrum van de stad werd een grotere wijk uitgegraven, waarin kennelijk rijke burgers woonden. Sommige huizen en straten waren haaks aangelegd. De woningen vallen op door hun zorgvuldige constructie. Tussen de woningen bevinden zich diverse vrije ruimtes of hofjes. Binnen de bebouwing vonden ook talrijke begrafenissen plaats in grafkamers, waarin vaak meerdere begrafenissen en grafgiften aanwezig waren. 
Ongeveer 50 m ten noorden (opgraving nr. 5) werd een ander, groter deel van de stad opgegraven. In het midden van het opgravingsgebied ligt een weg die vrijwel precies van noord naar zuid loopt. Aan weerszijden stonden woningen met telkens meerdere wooneenheden, die meestal uit 4 à 5 kamers bestonden. De meeste huizen hadden minstens één kamer met een haard. Dit waren duidelijk de keukens. De muren waren vaak gestuukt. Er werden geïsoleerde resten van rode verf gevonden. In sommige muren zaten nissen. Er werden begrafenissen onder de huizen gevonden. Er waren kettingen gemaakt van verschillende kralen als grafgiften. Sommige doden droegen riemen met kralen. 

Een vergelijkbaar deel van de stad werd in het uiterste noordoosten van de heuvel blootgelegd (Opgraving nr. 10). Hier liep een steegje dat tussen twee gebouwencomplexen door leidde. Er was een klein steegje in het zuiden. Over het algemeen waren de plattegronden niet goed bewaard gebleven. In veel kamers konden geen deuren worden geïdentificeerd. Er waren verschillende hoven. In verschillende kamers stonden kachels. In sommige kamers vonden begrafenissen plaats, maar minder dan in de andere delen van de stad, en er waren hier minder grafgiften. De items die in de huizen werden gevonden, waren onder meer kleibeeldjes en pijlpunten. In één kamer (kamer nr. 10) was in de westelijke muur een bank ingebouwd. De muur had ook twee raamachtige openingen in de vorm van een half kruis. Er waren hier twee kleifiguren van vrouwen, nog zes andere menselijke figuren en dierenfiguren. Er was veel as. De opgravers gingen ervan uit dat het een huisheiligdom was. 

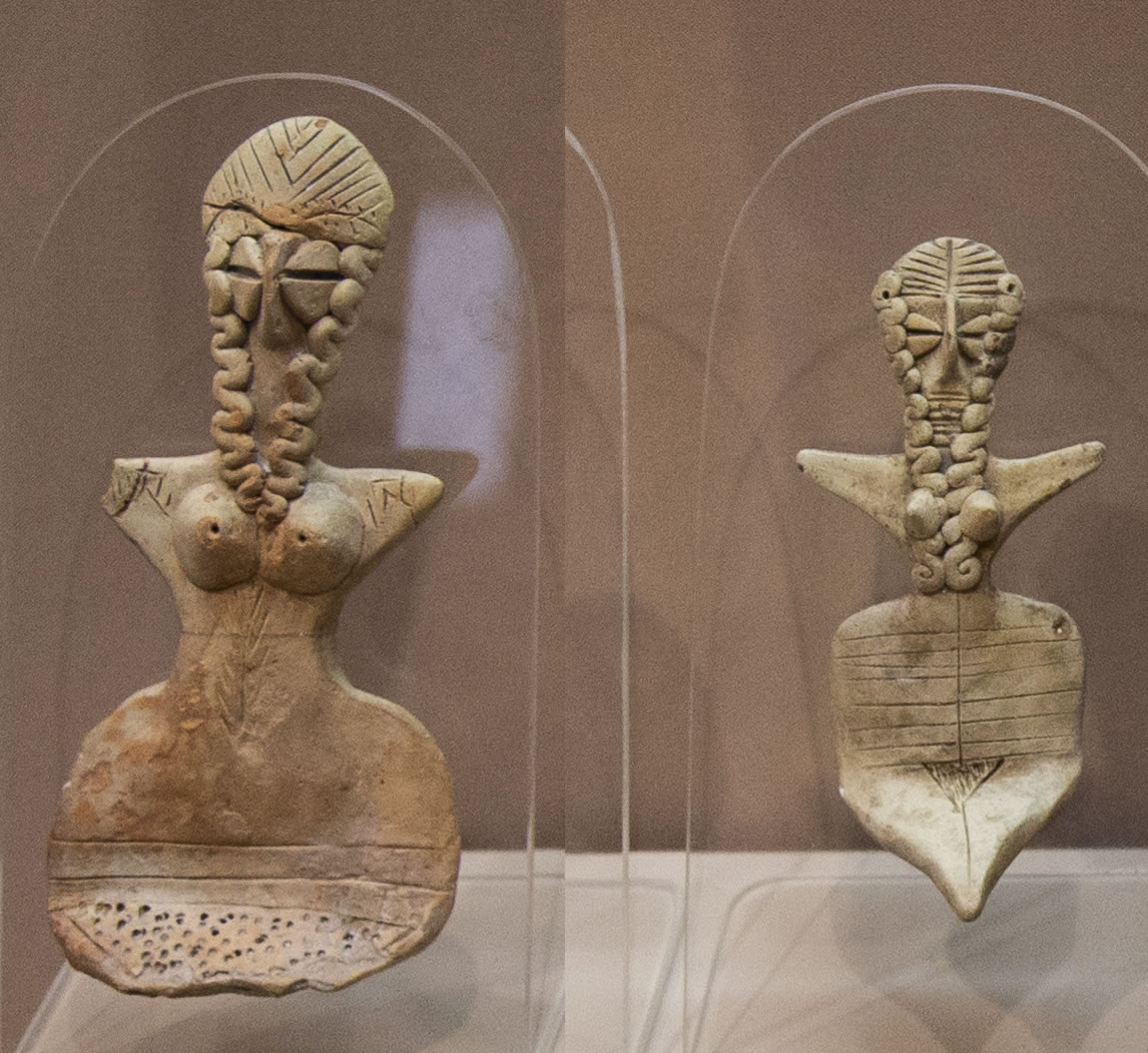
gestileerde kleifiguren van naakte vrouwen

Altyndepe had stadsmuren, maar deze waren blijkbaar niet erg sterk. De stad lag op een steile heuvel, dus dat bood voldoende bescherming. In het zuiden werd een stadspoort (opgraving nr. 11) blootgelegd. Er konden verschillende bouwfasen worden onderscheiden. In de laatste fase was de poort ongeveer 15 m breed en werd geflankeerd door twee torenachtige gebouwen, die aan de buitenkant met pilasters waren voorzien. De 15 m brede toegang werd door drie muren in vier toegangswegen verdeeld; drie van deze paden waren niet erg breed en blijkbaar bedoeld voor voetgangers. De tweede ingang aan de oostzijde was breder en kennelijk bedoeld voor wagenverkeer. 
De vondsten omvatten voornamelijk aardewerk. Dit is vaak beschilderd met geometrische patronen, meestal zigzagpatronen in verschillende variaties. Naast aardewerk werden ook stenen vaten gevonden. Bijzonder typerend waren gestileerde vrouwenfiguren uit klei. De vrouwen werden meestal afgebeeld zonder benen en verkorte armen. Ze zijn naakt, en de vulva wordt benadrukt. Het schaamhaar wordt aangegeven met stippen. Lang haar wordt vaak afgebeeld. De ogen en neus zijn zeer gestileerd. De mond wordt vaak niet getoond. Naast de vrouwenfiguren zijn er ook kleifiguren van stieren. Afbeeldingen van mannen zijn zeldzamer, maar duidelijk te herkennen aan de afbeeldingen van geslachtsdelen.
Andere karakteristieke vondsten zijn zegels van brons, steen of klei. Er zijn kruisachtige bloemen, maar ook mythische dieren. De versiering van de metalen zegels is in reliëf uitgevoerd. Ze worden gemaakt met behulp van de verlorenwasmethode. Het brons heeft doorgaans een laag zilvergehalte. Misschien wel de bekendste vondsten uit de stad zijn gouden hoofden van een stier en een wolf. Ze bevonden zich in een graf vlak bij het heiligdom van de stad. Het graf werd door de opgravers omschreven als een priestergraf. De ontdekking van talrijke smeltkroezen leverde het bewijs van koperverwerking ter plaatse. 
Van bijzonder belang zijn twee zegels uit de Induscultuur, één met een inscriptie van twee tekens en de andere met een swastika. Tot de typische vondsten behoren aardewerken dozen waarvan de buitenkant is versierd met een cassettepatroon. Ze zouden houten kisten kunnen imiteren en werden mogelijk gebruikt om beeldjes in op te bergen. 

### Vervoer
In Altyndepe gevonden modellen van tweewielige karren van rond 3000 v.Chr. zijn het vroegste volledige bewijs van wagengebruik in Centraal-Azië. Gevonden miniatuurwielen zijn mogelijk iets ouder. Afgaande op het type tuigage werden de karren aanvankelijk getrokken door runderen. Uiterlijk vanaf 2200 v.Chr. werden ook kamelen als trekdier gebruikt, zoals de ontdekking van een door kamelen getrokken wagen bewijst.  

### Neergang
Vanaf de 18e eeuw v.Chr. waren er geen sporen van bewoning meer. De neergang van de welvarende nederzetting Altyndepe is nog niet definitief opgehelderd. Aannames variëren van het verlaten van de stad vanwege een gebrek aan water tot de invloed van herdersstammen die zich in Centraal-Azië vestigden. 
- Virtual International Authority File: 122145857835923021170